# هاشیکورپ
هاشیکُرپ (به انگلیسی: HashiCorp) یک شرکت نرم‌افزار با مدل کسب‌وکار فریمیُم مستقر در سن فرنسیسکو، کالیفرنیاست.
هاشیکُرپ ابزارها و محصولات منبع باز و تجاری فراهم می‌آورد که توسعه‌دهندگان، بهره‌برداران و شاغلان در زمینهٔ امنیت را قادر می‌سازد زیرساخت رایانش ابری را تأمین و ایمن کنند و آن را اجرا کرده و به آن متصل شوند. این شرکت را میچل هاشیمُتو و آرمان دادگر در سال ۲۰۱۲ تأسیس کردند.
از جمله محصولات آن:
- ویِگرَنت
- Terraform
- Consul
- Serf
- Nomad
- Vault